# Anne d'Egmont
Anne d'Egmont, aussi connue sous le nom d'Anna van Buren (ou d'Anna van Bueren), née en mars 1533 à Grave et morte le 24 mars 1558 à Bréda,,, est une aristocrate néerlandaise, comtesse de Buren et dame d'Egmont, première épouse du prince Guillaume d'Orange-Nassau (« Guillaume le Taciturne »).

## Biographie

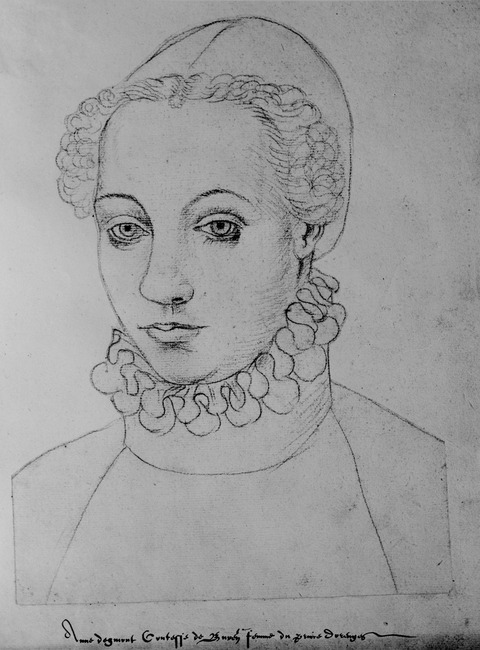
Anna d'Egmont dans le Recueil d'Arras

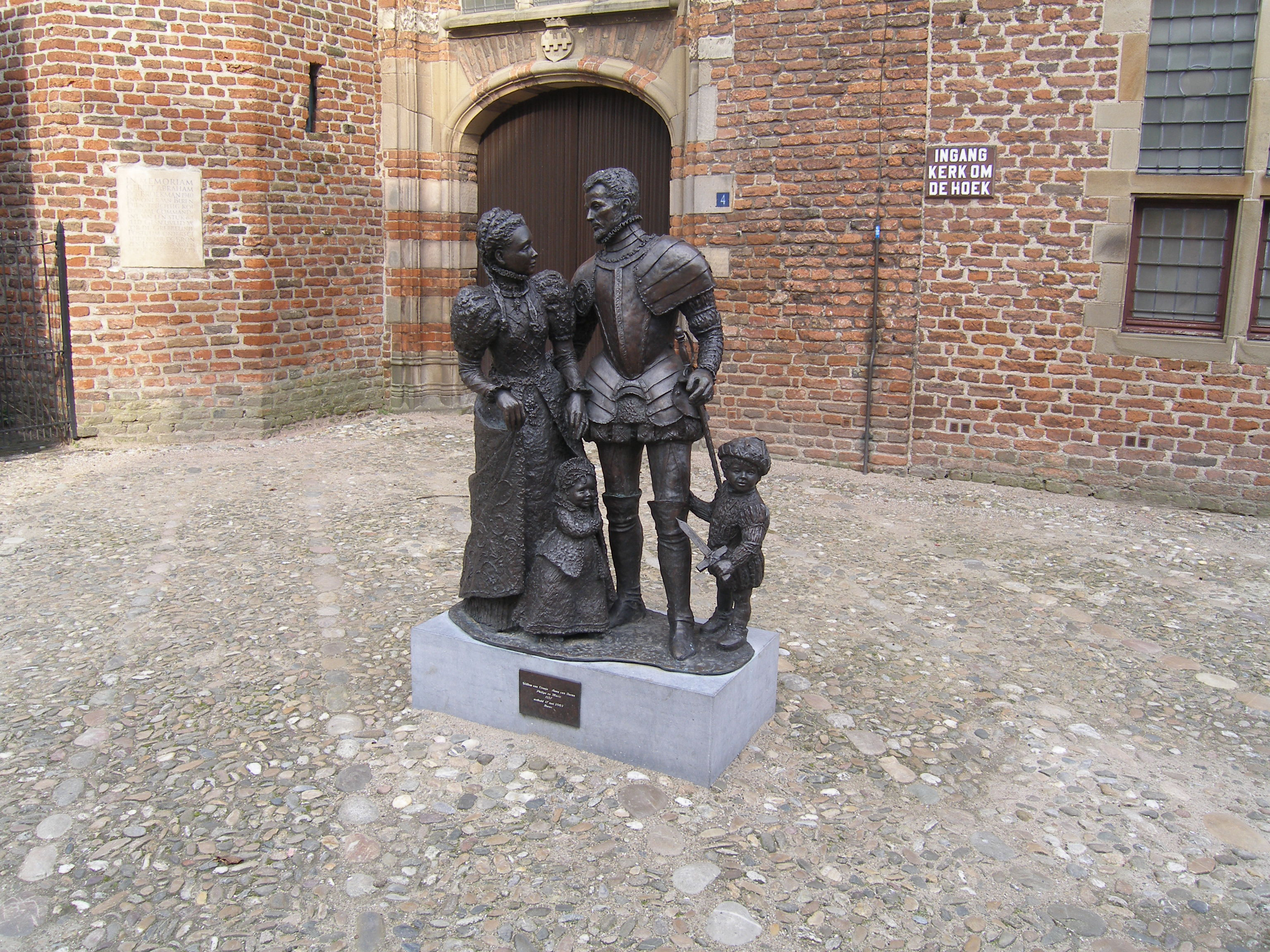
Anne d'Egmont avec son époux Guillaume le Taciturne et leurs enfants Marie et Philippe-Guillaume

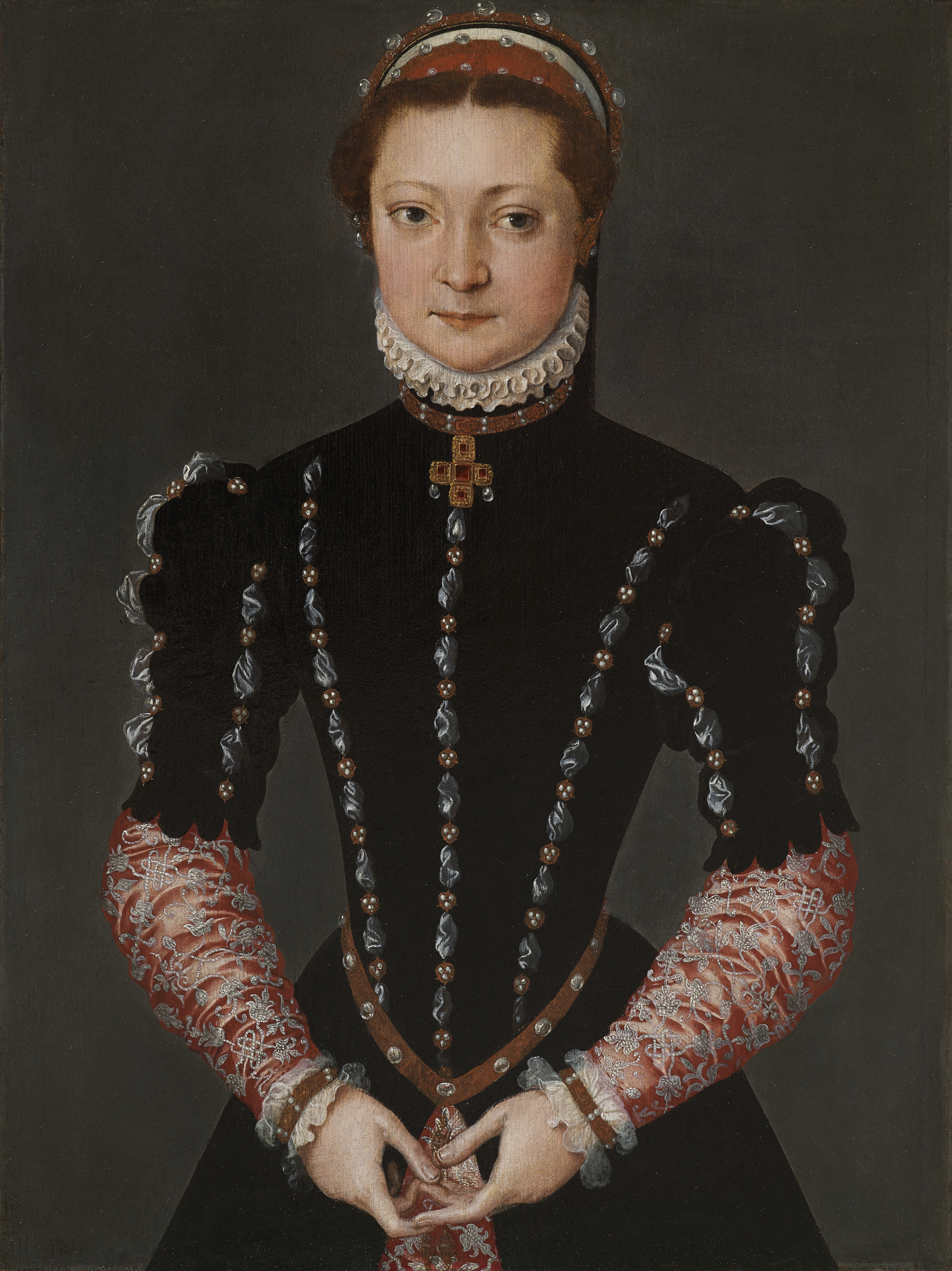
Portrait d'une jeune femme noble,, signé et daté de 1554, collection privée

### Origines familiales
Anne d'Egmont est issue de deux lignées de haute noblesse néerlandaise : elle est la fille unique du comte Maximilien d'Egmont et de Françoise de Lannoy. Il ne faut pas la confondre avec Anne d'Egmont, fille de Florent d'Egmont et de Marguerite de Glymes, mère de Philippe de Montmorency, comte de Hornes, et de Florent de Montmorency, baron de Montigny.
Elle est la cousine de Philippe de Montmorency, comte de Horn, et une parente plus éloignée de Lamoral d'Egmont, qui ont tous deux été exécutés le 5 juin 1568 à Bruxelles, au début du soulèvement des Pays-Bas contre le roi d'Espagne Philippe II, fils de Charles Quint.
Son père Maximilien d'Egmont (1509-1548), qui avait de grands domaines autour de Buren et en Zélande, était officier (capitaine général) dans l'armée de Charles Quint, notamment dans le conflit avec le duc de Gueldre, puis au cours des campagnes contre la ligue de Smalkalde, formée par les princes protestants de l'Empire. Il a également été gouverneur (stathouder) de Frise, de Groningue et d'Overijssel. Il était très présent à la cour de Bruxelles, ville où résidait Marie de Hongrie, sœur de Charles Quint, gouvernante des Pays-Bas. 
Anne d'Egmont naît à Grave, alors située dans le duché de Brabant, une des dix-sept provinces qui forment les Pays-Bas des Habsbourg, à cette date possessions de Charles Quint, qui était aussi devenu roi d'Aragon et roi de Castille en 1516 et avait été élu empereur en 1519.

### Enfance
Anne grandit dans un milieu noble, dont le centre est la cour de Bruxelles. Sa langue maternelle est le français, mais elle a aussi appris le néerlandais. C'est en français qu'elle correspondra plus tard avec son époux Guillaume d'Orange. 
Hors de Bruxelles, Anne et sa mère séjournent généralement au château familial de Buren, dans le duché de Gueldre.

### Le mariage avec Guillaume d'Orange
Son père meurt de façon inattendue à Bruxelles en 1548, en l'absence de sa femme et de sa fille. Sur son lit de mort, Maximilien arrange le mariage de sa fille avec Guillaume de Nassau, prince d'Orange, un des jeunes nobles les plus éminents de l'époque et du même âge que sa fille, qui n'a que quinze ans mais va être un parti des plus désirables pour un mariage de haute lignée. Charles Quint et Marie de Hongrie soutiennent le mariage, car Guillaume d'Orange est sous leur protection.
Après la mort de Maximilien d'Egmont, Anne, dame d'Egmont, devient comtesse de Buren, mais détient bien d'autres titres : comtesse de Lingen et de Leerdam, dame d'IJsselstein, de Borssele, de Grave, de Cranendonck, de Jaarsveld, de Kortgene, de Sint-Maartensdijk, et d'Odijk. 
Le mariage avec Guillaume d'Orange-Nassau a lieu le 8 juillet 1551 dans l'église Saint-Lambert de Buren.
Trois enfants sont nés de cette union, mais seulement deux ont vécu jusqu'à l'âge adulte :
- Marie (1553- vers 1555)
- Philippe-Guillaume (1554-1618), prince d'Orange, qui épousera en 1606 Éléonore de Bourbon-Condé (1587-1619), fille du prince Henri Ier de Bourbon-Condé.
- Marie (1556-1616), qui épousera en 1595 le comte Philippe de Hohenlohe-Neuenstein (mort en 1606).

Anne d'Egmont meurt le 24 mars 1558 à l'âge de 25 ans à Bréda, domaine de la famille d'Orange-Nassau, et est inhumée dans l'église Notre-Dame (Grote kerk ou Onze-Lieve-Vrouwekerk) de Bréda.

## Hommages
La ville de Buren s'appelle Buren Oranjestad pour commémorer le mariage à Buren d'Anne d'Egmont et de Guillaume d'Orange. 
Plusieurs écoles des Pays-Bas actuels portent le nom d'Anne d'Egmont.

## Les portraits d'Anne d'Egmont
Le seul tableau représentant Anne d'Egmont, dans les collections royales de Hollande, pourrait en fait être la copie d'un tableau perdu.

### Portrait d'une jeune femme, de Pieter Pourbus
Un portrait d'une jeune femme, peint par Pieter Pourbus, exposé pour la première fois en 2017 au Musée Groeningen de Bruges ,, puis au musée de Gouda , pourrait être le portrait d'Anne d'Egmont.
Peu de temps après l'ouverture de l'exposition au Musée Gouda, un historien d'art, Marc Couwenberg, a publié un article détaillé  qui attire l'attention sur de nombreuses similitudes entre ce portrait et le portrait d'Anne d'Egmont appartenant à la collection royale de La Haye.
Dans un autre article, il décrit ce tableau comme la "Mona Lisa" de Pourbus .

### Les copies d'après un portrait probable d'Antonio Moro

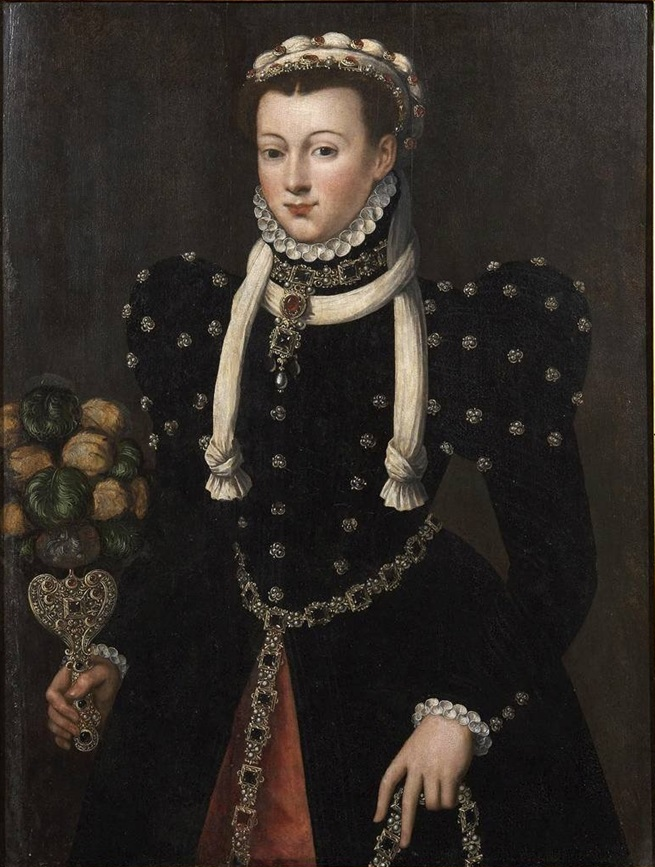
1. 88 x 65cm – Palais ducal de Mantoue, Italie
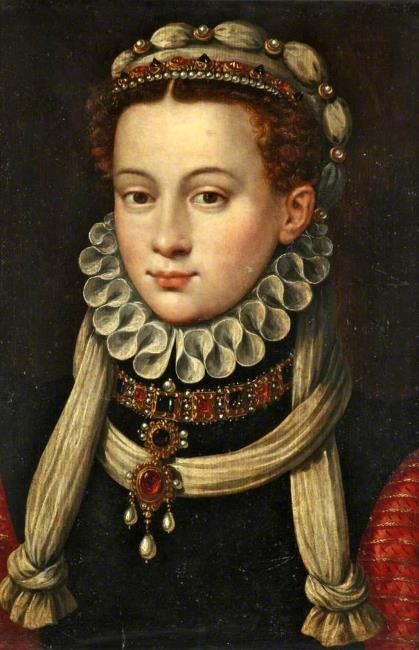
2. 48,5 x 35,5cm – Walker Art Gallery, Liverpool, Angleterre
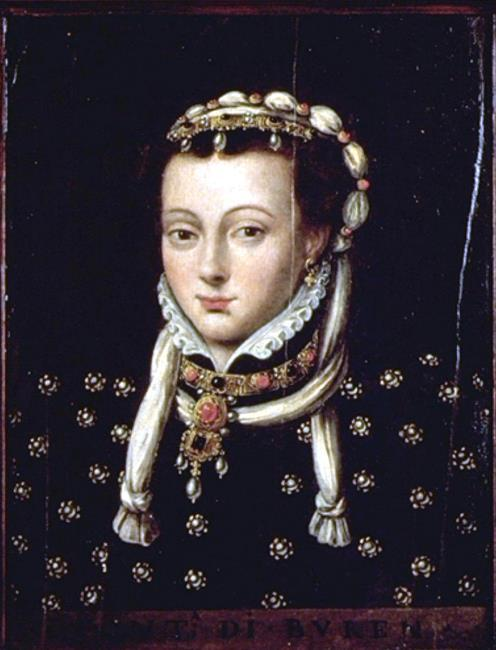
3. 28 x 22cm – Musée de la Chartreuse de Douai, Douai, France
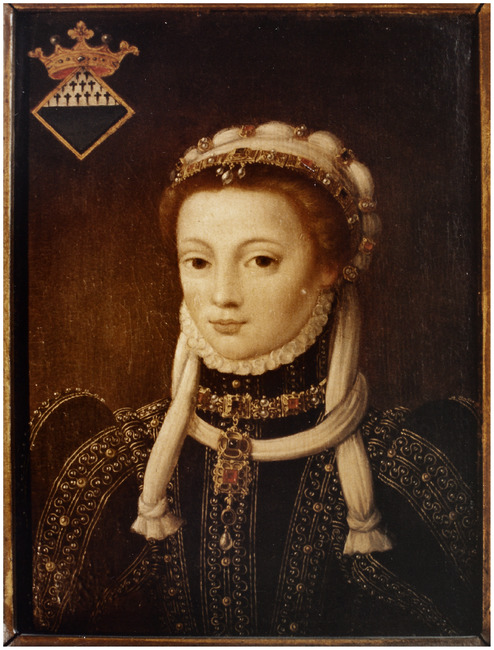
4. 29 x 22cm – Collection privée , Bruxelles, Belgique

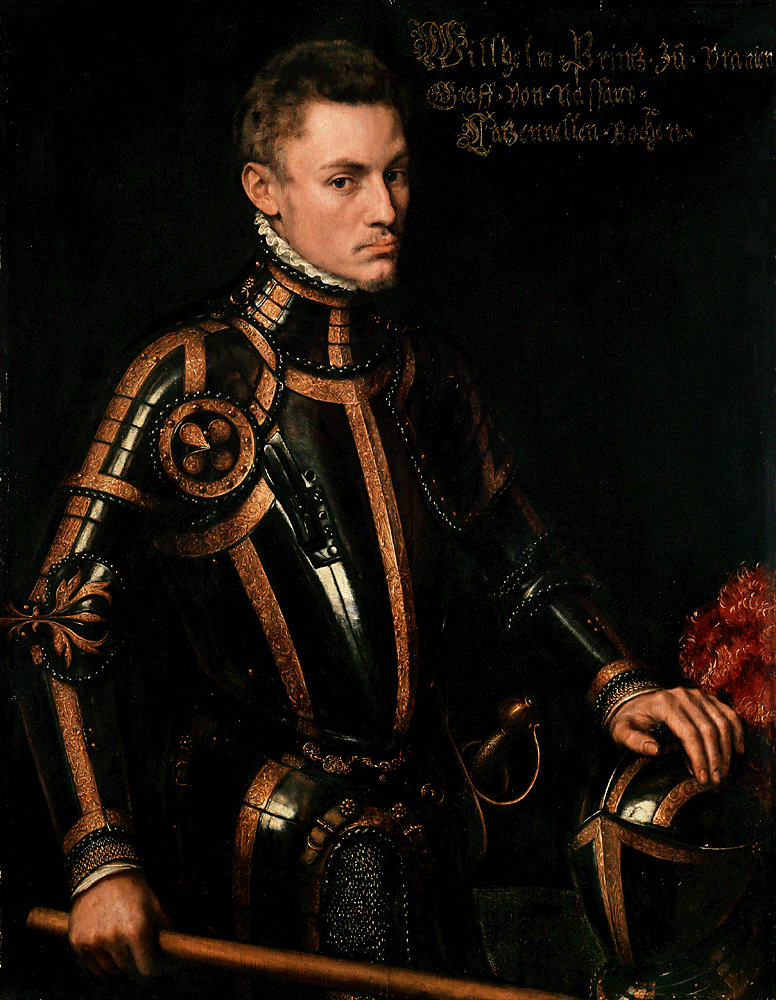
Guillaume d'Orange en armure (1555) par Antonio Mor,, [https://museum-kassel.de/en Museumslandschaft Hessen Kassel

Bien que ces portraits aient tous des tailles différentes et montrent des détails différents ou changeants dans la robe (une ropa de style espagnol), ils semblent tous copier le même visage, la même écharpe et la position de celle-ci. La coiffe est aussi toujours un arcelet, et semble être le même représenté sur les quatre exemplaires, bien qu'avec des détails changeants et/ou des bijoux ajoutés ou modifiés d'une copie à l'autre. 

- Portrait 1[13], qui peut être vu au  Palais ducal de Mantoue (Italie), est le plus grand. Représentant la jeune femme en demi-longueur, c'est le seul à montrer ses mains. Le peintre a ajouté à sa main droite un éventail d'or finement ciselé, portant des plumes d'autruche de couleur jaune, rouge et verte. Il convient de noter que sa main gauche ne montre aucun anneau. L'original de ce portrait est un possible pendant à un portrait original de William par Antonis Mor, selon Luttervelt[14].
- Portrait 2. était dans la collection privée de William Hall Walker (en) (1er baron Wavertree), Liverpool (Angleterre), et légué par lui en 1933 à la Walker Art Gallery, Liverpool (Angleterre)[15],[16],[17]
- Portrait 3., maintenant au Musée de la Chartreuse [18], à Douai (France), montre une inscription, dessous sur le cadre: CONT / A DI BUREN [19]
- Portrait 4. montre en haut à gauche les armoiries de Lichtervelde[20].

Une version du même portrait, issue de la collection du comte d'Andlau au château de Voré, Remalard (Orne, en France), montre encore d'autres variations dans la robe et les bijoux. Ici, la princesse porte de grands paréis ovales dans ses oreilles. Cette fois, la légende est: "Prin = d, Orange". 

Deux autres portraits possibles ont été identifiés et cités dans l'article intitulé "Le portrait de Klabin" .